# Man on the Moon (colonna sonora)
Man on the Moon è la colonna sonora del film omonimo diretto da Miloš Forman, interpretata dal gruppo musicale statunitense R.E.M. e pubblicata il 23 novembre 1999.

## Tracce
1. The Sandpipers – Mighty Mouse Theme (Here I Come to Save the Day) – 1:53
2. R.E.M. – The Great Beyond – 5:05
3. Exile – Kiss You All Over – 3:37
4. Bob James – Angela (Theme to Taxi) – 1:27
5. Orchestra – Tony Thrown Out – 1:08
6. R.E.M. – Man on the Moon – 5:13
7. Michael Stipe & Jim Carrey – This Friendly World – 3:02
8. Mike Mills & Orchestra – Miracle – 2:53
9. Orchestra – Lynne & Andy – 1:46
10. Andy Kaufman – Rose Marie – 2:36
11. Orchestra – Andy Gets Fired – 1:07
12. Tony Clifton – I Will Survive – 1:49
13. Orchestra – Milk & Cookies – 1:59
14. Orchestra – Man on the Moon – 1:50
15. Andy Kaufman – One More Song for You – 1:16

## Classifiche
| Classifiche (2000) | Posizione massima |
| ------------------ | ----------------- |
| Stati Uniti        | 109               |